# ロアタン島
ロアタン島（スペイン語: Roatán）は、カリブ海に浮かぶホンジュラス領の島である。ホンジュラスの北海岸から約65キロメートル (40 mi)北に位置している。ウティラ島とグアナハ島の間に位置しており、イスラス・デ・ラ・バイア諸島で最大の島となっている。島の東西は約77キロメートル (48 mi)、南北は約8キロメートル (5.0 mi)で非常に細長い島となっている。
かつてはルアタン島（Ruatan）やラッタン島（Rattan）の名前で知られていた。自治体としては2つに分かれており、島の東側はホセ・サントス・グアルディオラで、西側がロアタンとなっている。

## 地理
この島は海抜270メートル (890 ft)程まで隆起した古代の珊瑚礁の残部である。沖合の珊瑚礁ではダイビングが行われている。
島で最大の都市はコクスン・ホールでロアタン島の中心地である。コクスン・ホールの西側にはグラヴェル・ベイ、フラワー・ベイ、ペンサコラが南岸に、サンディ・ベイ、ウェスト・エンド、ウェスト・ベイといった集落が北岸に存在している。東側にはマウント・プリーゼント、フレンチ・ハーバー、パロット・ツリー、ジョネスヴィル、オークリッジが南岸に、プンタ・ゴルダが北岸に集落として存在している。
島の東部4分の1はおよそ15m程の幅をもちマングローブが生えている水道によって隔たれている。この部分はヘレネもしくはサンタ・エレナ（Santa Elena）と呼ばれている。東側には附属島があり、モラト島、サンタ・エレナ島、バルバレタ島、ピゲオン島と名前がついている。また、フレンチ・ハーバーとコクスン・ホールの間にもいくつか小島が存在しており、スタンプ島やバレフォート島を挙げることができる。

## 位置
オーストラリアにあるグレート・バリア・リーフに次いで大きいメソアメリカ堡礁システム（メソアメリカ・バリア・リーフ・システム）の近くに位置しているため、クルーズ船の寄港地になっているほか、スキューバダイビングやエコツーリズムの目的地となっている。島民の生活は主に漁業によって支えられているが、経済的に観光も重要な要素になっている。大陸のラ・セイバからは65km程の距離にあり、フアン・マヌエル・ガルベス国際空港（スペイン語: Aeropuerto Internacional Juan Manuel Gálvez）を使うか、1日2便のギャラクシー・フェリーを使ってアクセスする。

## 歴史

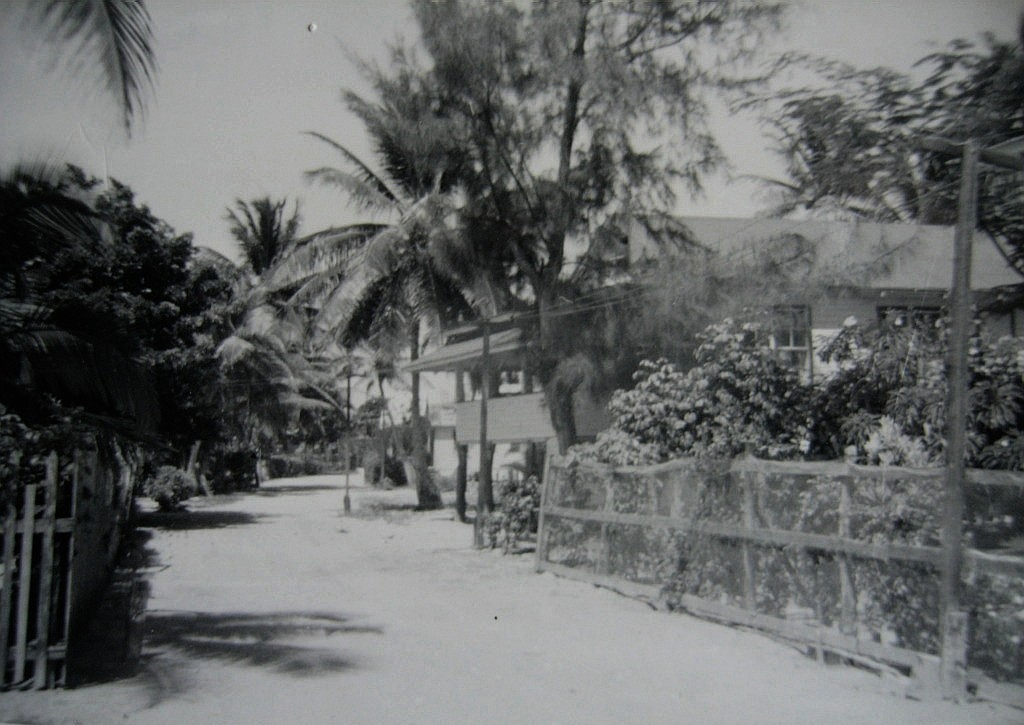
フレンチ・ハーバー

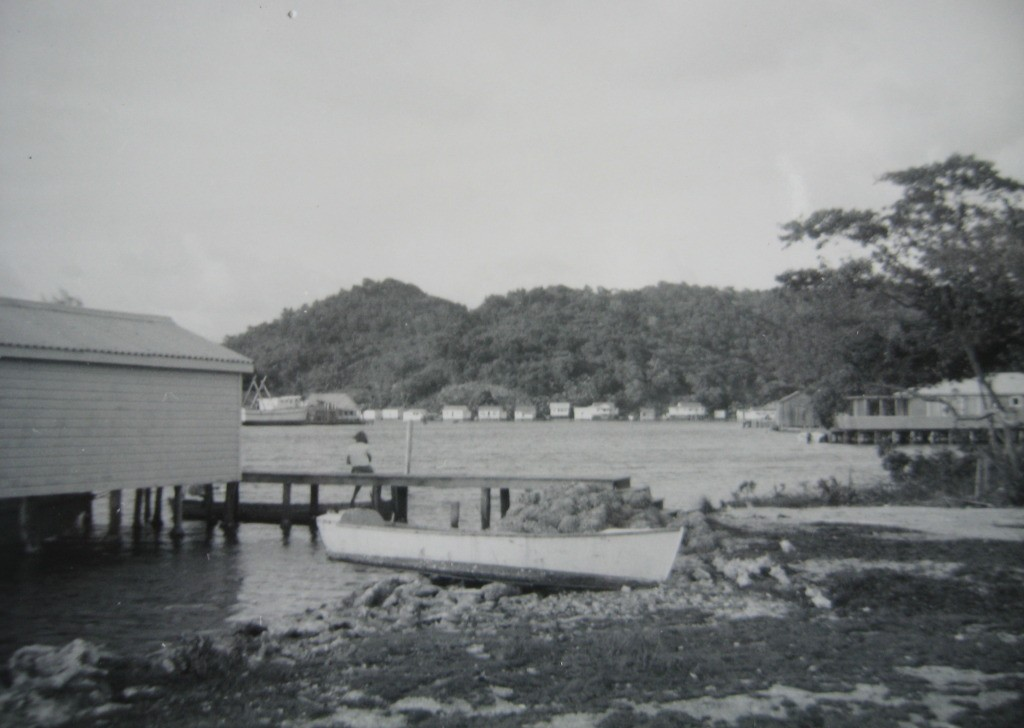
1960年代のオーク・リッジ

大航海時代以前の先住民はペチ族、マヤ人、レンカ族、トルパン族と関係のある民族であったとされている。クリストファー・コロンブスが第4回航海（1502年 - 1504年）でこの島の隣にあるグアナハ島に来訪した。その直後にスペインは奴隷労働をこの島で行った上、天然痘や麻疹といったユーラシア大陸の伝染病をスペイン人が持ち込み、彼ら先住民には耐性が無かったため、全滅した。
ヨーロッパ植民地時代にホンジュラス沿岸では入植者や海賊、貿易商、軍などが行き来していた。様々な経済活動がこの一帯で行われたが、イギリスとスペインの政治的対立もこの一帯で行われた。航海者達はこの諸島を休憩地点として利用した。その中でこの島は軍事的に占領される事もあった。スペインがカリブ海沿岸を植民地化すると、イギリスがこの島を占領し、1550年から1700年に亘って支配していた。その後はバッカニア（当時の同地域の海賊の総称）がこの島からの軍隊の撤退を知り、この地を拠点とした。イギリス、フランス、オランダ出身の彼ら海賊はこの島に集落を作り、金銀を輸送するスペイン船を襲撃した。
1797年にイギリスがフランスの支援を受けたブラック・カリブをセントビンセント島で破ると、イギリスは彼らをロアタン島に追放した。ブラック・カリブの多くはその後ホンジュラス本土のトルヒーリョへと向かったが、一部の人々はロアタン島北岸にプンタ・ゴルダという集落を作り、住み続けた。アラワク族やマルーンを先祖に持つ彼らの中でプンタ・ゴルダに住み続けた人々は、大航海時代以降初めてのこの島への永住者とされている。この地以外にも中央アメリカ北岸各地に永住したブラック・カリブ達は今日のガリフナの文化を作り上げた。 
しかしロアタン島の永住者の多くは彼らではなく、ケイマン諸島出身の人々である。彼らは1838年にイギリスが奴隷解放を行った直後にこの島にやってきた。奴隷解放によってケイマン諸島の経済は大きく変容し、かつての奴隷所有者がこのロアタン島の西部の海際に住みついた。その後1840年代になるとかつての奴隷もケイマン諸島からこの地にやってきて、元支配層の人口を上回った。そしてこの島の人口はケイマン諸島出身者が多数を占めるようになった。
1850年代にはイギリスがイスラス・デ・ラ・バイア諸島が自国の植民地であると宣言した。これによってイギリスの植民者がこの地を統べる為に送られてきた。彼らはアメリカのウィリアム・ウォーカーを頼り支配権を得ようとしたが、1860年にホンジュラスの侵攻によって植民地から解放され、ホンジュラス領になった。なお、ウォーカーはトルヒーリョで処刑された。
19世紀後半には人口が順調に増え、新たな集落がロアタン島や周辺の島々に誕生した。世界各地からの移住者も増え、彼らも合わさって島独自の文化が形成されていった。島民達は果樹貿易を始め成功した。1870年代には米国資本に買収されニュー・オルレアン・アンド・ベイ・アイランド・フルーツ・カンパニーが誕生した。その後、スタンダード・フルーツやユナイテッド・フルーツと云った企業が出来、ホンジュラスはバナナ共和国と呼ばれるようになっていった。
20世紀には経済活動が活発化し、環境も良くなってきた事で人口が更に増加した。人口の爆発的増加はホンジュラス本土から齎され、スペイン語を話すメスティーソが流入してきた。20世紀後半には人口が3倍に増加した。メスティーソはコクスン・ホールやフレンチ・ハーバーの近くにあるロス・フエルテスに流入した。彼らの流入による影響を霞ませたのは彼らの人数を更に上回る観光客が21世紀にやってきた事である。多くの観光客がアメリカ、カナダ、イギリス、ニュージーランド、オーストラリア、南アフリカといった地域から訪れ、その中には定住する者も出てきた。彼らや起業家達はこの地で漁業を営み、そしてその後観光業を営むようになっていった。
1998年にはハリケーン・ミッチがこの地を襲い、観光業を一時的に潰滅させた。このハリケーンによってアギラ、オデッセイといった船が破壊された。

## 民族

### カラコル
カラコル人は19世紀初めから北部ホンジュラス、特にベイ諸島で見られる英語を話す人々である。彼らはヨーロッパと英領のアフロカリビアンにその出自を持っている。カラコルはスペイン語で「巻貝」の意味で、この地域の独特な環境や海洋文化と結びついている。文化的文脈では「カラコル」はイスラス・デ・ラ・バイア諸島で生まれた全ての人々、及び彼らの祖先を示すのに用いられる。他方で「カラコル」は彼らからすると攻撃的な単語として認識されている。この単語はホンジュラス本土に住むスペイン語を話す人々のみによって用いられており、本土の人々は彼らに対抗意識を持っている。両者は文化的にも言語的にも信条的、アイデンティティー的にも異なるためにこのようになっている。この島の人々は人種や宗教、肌色が異なろうとも「アイランダーズ」という呼び名を好んでいる。ベイ諸島はロアタン島、ウティラ島、グアナハ島の3つの島が主要な島嶼であるが、ホッグ諸島やその他の小島に住む人々もまた「アイランダーズ」と呼ばれるのを好んでいる。
人種に関係なく英語が第一言語で、スペイン語は第二言語である。なおホンジュラス本土はスペイン語圏である。これは長い間イギリスの植民地であり、イギリスの植民地からの流入者を祖先に持つ者が多い事が理由である。本土からの移住者がその後増えた事によってスペイン語の利用も増えている。しかし、観光やクルージング産業では専ら英語が用いられており、未だに英語が第一言語となっている。時が経つにつれて彼らの話す英語も変容している。最も特徴的なのは形態論的な部分であるが、発音やアクセントも独特であり、統語法や単語にも若干の特性が見える。カリブ海に浮かぶ他の旧英領植民地の英語と比較すると、様々な古英語的な単語や熟語が地域の各地で用いられている。ただし、お互いの意思疎通に問題はない。この地域の英語を身に着けることはできるが、アクセントは北アメリカやヨーロッパの各地からやってきた人々によって形成されており、非常に独特な物になっている。

## 環境

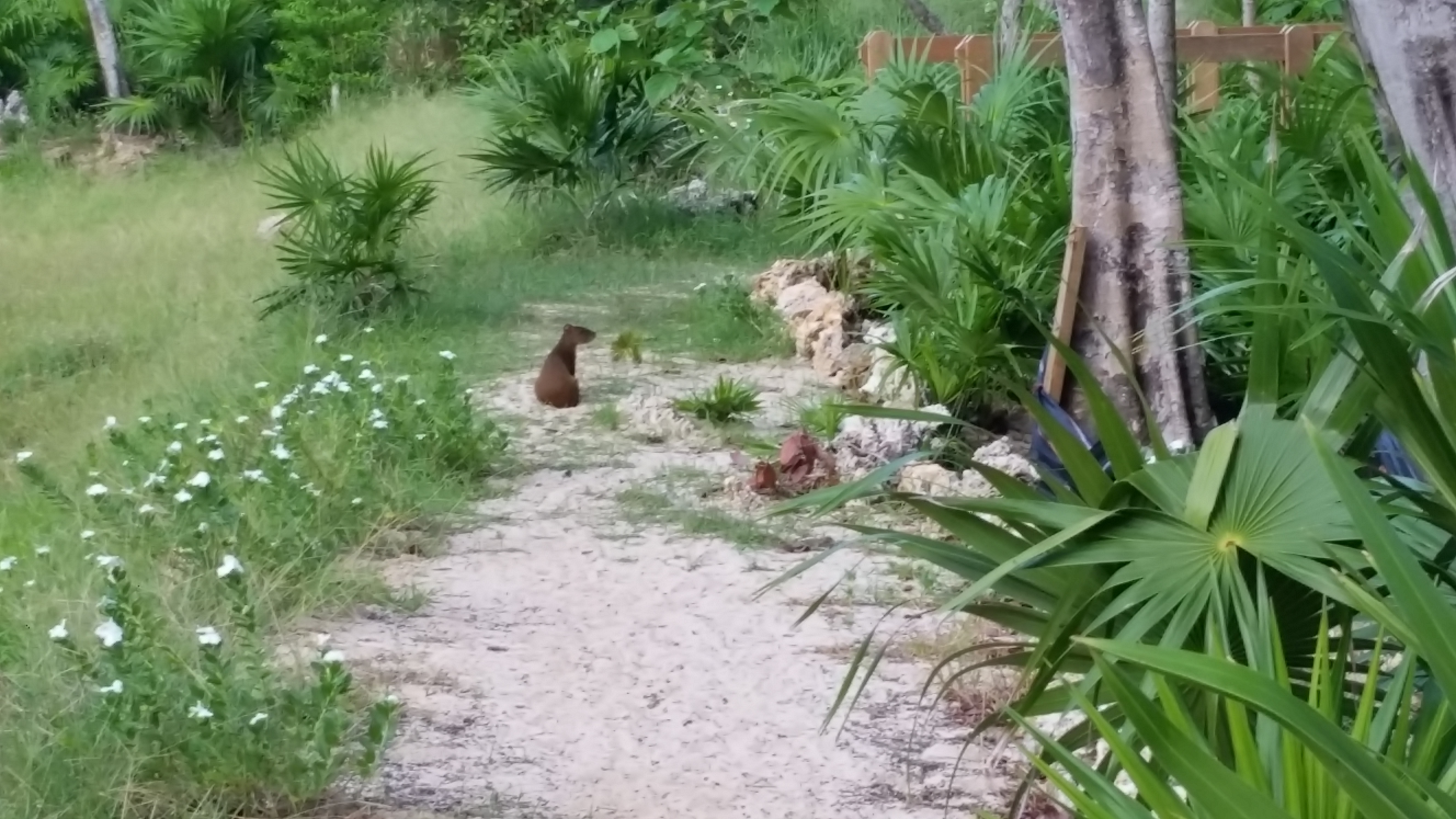
ロアタンアグーチ

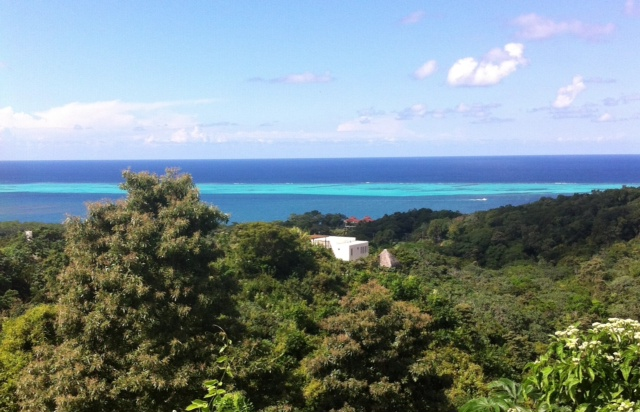
ビッグ・バイトからのメソアメリカン・バリア・リーフ・システムの眺め

ロアタン島はメソアメリカ堡礁システムにあり、この世界に2番目に大きいこの珊瑚礁も非常に繊細であり、甚大なダメージを受け縮小している。サンタ・エレナ一帯にはマングローブのほかに海草の藻場と堡礁も多く、その周辺はアメリカオオアジサシなどの数種の留鳥と渡り鳥の重要な休憩地、採餌場、営巣地およびウミガメ（アオウミガメ、タイマイ）、イルカ、サメ、サンゴ（シカツノサンゴ、エルクホーンサンゴ）などの海洋生物の生息地で、2018年にラムサール条約登録地となった。ロアタン島では歯止めの効かない観光業の発展と人口の増加が珊瑚礁に悪影響を及ぼしている。森林破壊やゴミ問題、水質汚濁が陸上及び海洋の環境を悪化させている。
島内最大の都市のコクスン・ホールでは2003年から2005年にかけて大規模な再開発が行われ、発展しつつあるビジネスや増加する人口に対応できるように、新たに上水道網や下水道網が作られた。そして、フアン・マヌエル・ガルベス国際空港の近くには、新たに下水道網とつながる下水処理場が建設された。さらに同空港近くには、ゴミのリサイクルを行うための施設も建設された。
同様の計画は観光の中心地であるウェスト・エンド村でも行われ、コクスン・ホールよりも更に大きな成功を収めた。当初は懐疑的な見方や税率の引き上げに対する不満も見られたが、それを凌駕する成功となった。これらのシステムはACMEによって管理されている。水上に位置する家の外で浄水処理をしていた時代を脱してからはまだ日が浅いが、更に小さな集落ではこの古いシステムは未だに使われている。
ロアタン・マリン・パークは島内清掃運動やリサイクル推進の原動力であったが、特に清掃運動は島内の学校でも盛んに行われるようになった。この組織はプロのダイバーや海洋生物学者、海洋学者らによって作られたチームである。

### ロアタン・マリン・パーク
ロアタン・マリン・パークはロアタン島にある草の根的な地元の非営利団体である。2005年1月にダイビングの監視者や地元のビジネスマンがロアタン島の脆い珊瑚礁を保護するために立ち上げた。当初はサンディ・ベイ-ウェスト・エンド海洋保護運動を行って、漁業を持続不可能にさせる開発を妨げるためのパトロールを行う事が目的であった。時が経つにつれて組織の主眼は移り変わり、他のプログラムを合わせて、パトロール、インフラ、教育、市民意識向上等を通じて環境保護を行う目的に拡大した。

### ロアタン海洋科学研究所
ロアタン海洋科学研究所はロアタン島の天然資源を教育研究を通じて保全する目的で1989年に設立された。サンディ・ベイに位置しており、四半世紀に亘って海外の大学からの来訪者を受け入れ、熱帯地域の海洋エコシステムやバンドウイルカについての教育を行っている。

### ドルフィン・プログラム
ドルフィン・プログラムでは大西洋に住むバンドウイルカとの接触機会を増やしている。このプログラムには様々あり、海岸でイルカに触ったり口づけしたり遊んだりすることができる。イルカの鼻に押されることによってラグーンを泳ぐこともできる。また、シュノーケルやダイビングをイルカと行うこともできる。

### 環境保護活動
この地域の珊瑚礁は全て地域の自治体や中央政府、そして寄附によって保護されている。マリン・パークへの地域の人々の貢献や島内のリゾート施設、ダイビングショップの人々による毎週の清掃によって珊瑚礁や海岸には金属やプラスチックと云った物は全て撤去されている。まだゴミの全廃には至っていないが、島民は環境保護や自然教育を引き続き行い続けている。

## 写真集

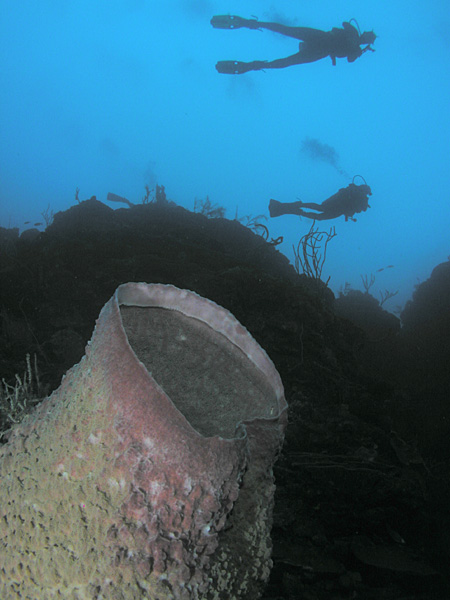
ダイバーとジャイアントバレルスポンジ（英語版）
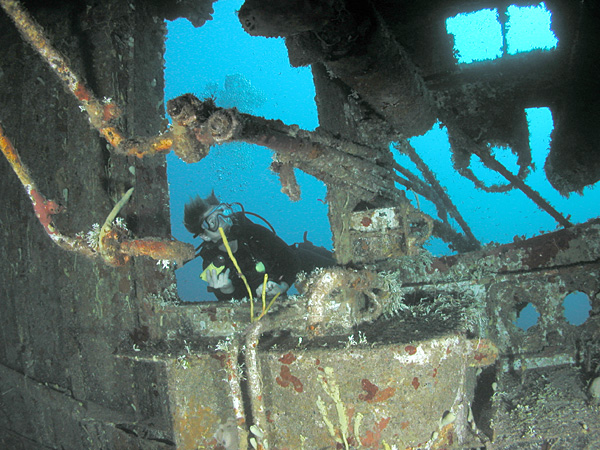
沈没船エル・アギラを探検するダイバー
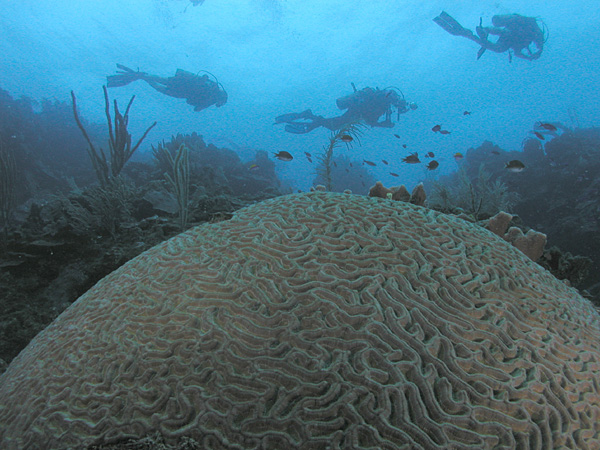
ダイバーと巨大なノウサンゴ（英語版）
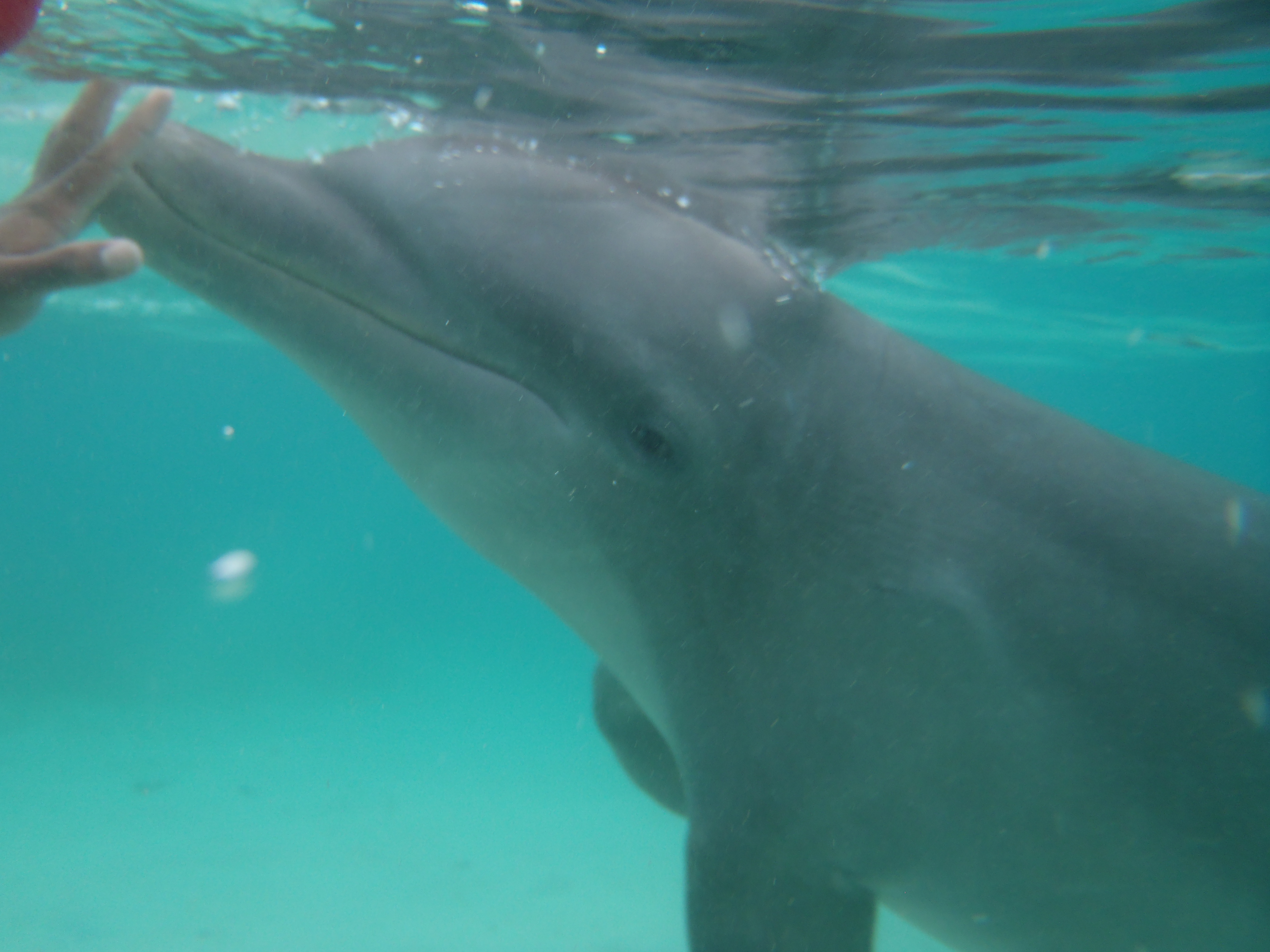
イルカ
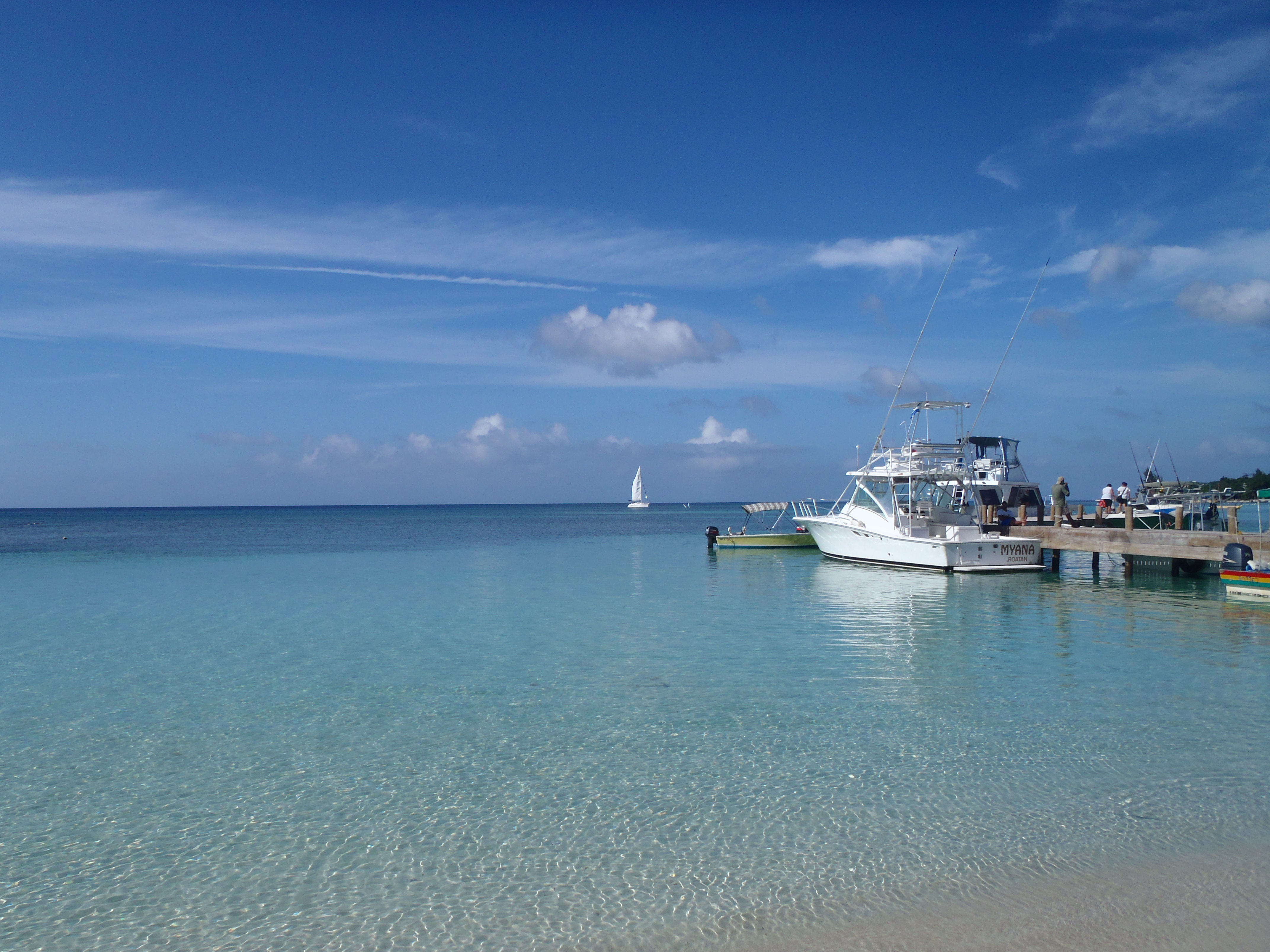
ウェスト・ベイ（英語版）の日常
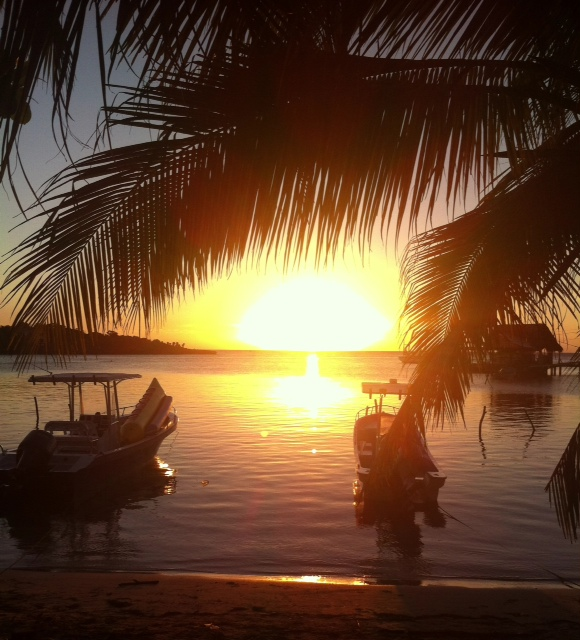
ウェスト・エンドの夕陽
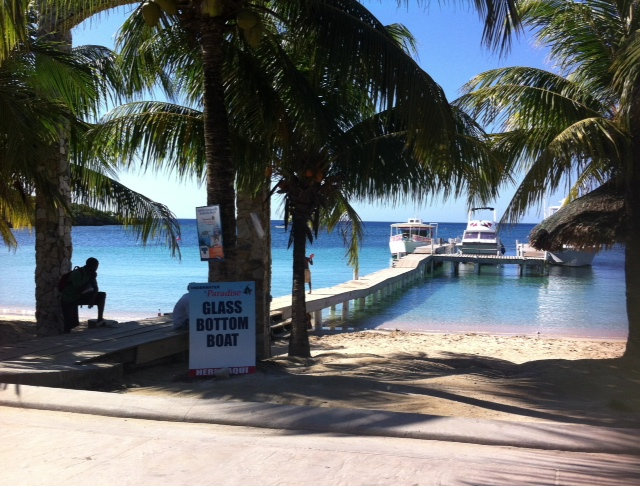
ウェスト・エンドの海外